# Саша Загорац
Саша Загорац (Љубљана, 1. јануар 1984) је бивши словеначки кошаркаш. Играо је на позицији крила.

## Биографија
За сениорску репрезентацију Словеније наступао је на Европским првенствима 2015. и 2017. године.

## Успеси

### Клупски
- Унион Олимпија:
  - Првенство Словеније (1): 2003/04.

### Репрезентативни
- Европско првенство:  2017.
- Европско првенство до 20 година:  2004.
- Европско првенство до 18 година:  2002.